# Cheiloneurus matsuyamensis
Cheiloneurus matsuyamensis is een vliesvleugelig insect uit de familie Encyrtidae. De wetenschappelijke naam is voor het eerst geldig gepubliceerd in 1956 door Tachikawa.